# Коцюґі
Коцюґі (пол. Kociugi) — село в Польщі, у гміні Кшеменево Лещинського повіту Великопольського воєводства.
Населення — 242 особи (2011).

## Демографія
Демографічна структура станом на 31 березня 2011 року:
|          | Загалом | Допрацездатний вік | Працездатний вік | Постпрацездатний вік |
| -------- | ------- | ------------------ | ---------------- | -------------------- |
| Чоловіки | 120     | 27                 | 82               | 11                   |
| Жінки    | 122     | 21                 | 76               | 25                   |
| Разом    | 242     | 48                 | 158              | 36                   |